# Gyűrűscsőrű szárcsa
A gyűrűscsőrű szárcsa avagy amerikai szárcsa (Fulica americana) a madarak osztályának darualakúak (Gruiformes) rendjébe, a guvatfélék (Rallidae) családjába tartozó faj.

## Rendszerezése
A fajt Johann Friedrich Gmelin írta le 1789-ben.

## Alfajai
- Fulica americana americana Gmelin, 1789
- Fulica americana columbiana Chapman, 1914
- Fulica americana peruviana Morrison, 1939[3]

## Előfordulása
Észak-Amerikában fészkel, telelni délebbre, Dél-Amerika északi részéig húzódik. Nagyobb vizek, tavak, nádasok lakója.

## Megjelenése
Testhossza 34–43 centiméter, szárnyfesztávolsága 60–70 centiméter, a hím testtömege 576–848 gramm, a tojóé 427–628 gramm. Csőrén gyűrű alakú folt található, melyről magyar nevét is kapta.
|  |

## Életmódja
Talajon, vagy a víz alá bukva keresgélik magokból, vízi növények hajtásaiból és rovarokból álló táplálékát.

## Szaporodása
Vízpartra, vagy alacsony bokrokra rakja, nádból épített fészkét.
|  |